# Anders Larsson (zapaśnik)
Anders Larsson (ur. 2 lipca 1892 w Varbergu, zm. 4 stycznia 1945 w Göteborgu) – szwedzki zapaśnik walczący w stylu wolnym. Złoty medalista olimpijski z Antwerpii 1920 w wadze półciężkiej.
Jego finałowy przeciwnik Charles Courant ze Szwajcarii przystąpił do walki z uszkodzoną kostką.

## Letnie Igrzyska Olimpijskie 1920
| Konkurencja        | Rundy eliminacyjne     | Rundy eliminacyjne   | Rundy eliminacyjne    | Rundy eliminacyjne      | Klas. końcowa |
| Konkurencja        | 1/16                   | Ćwierćfinał          | Półfinał              | Finał                   | Miejsce       |
| ------------------ | ---------------------- | -------------------- | --------------------- | ----------------------- | ------------- |
| 82,5 kg styl wolny | François Meyer (FRA) Z | Johan Gallén (FIN) Z | Walter Maurer (USA) Z | Charles Courant (SUI) Z | 1.            |